# Matías Nahuel
Matías Nahuel Leiva Esquivel, noto semplicemente come Matías Nahuel (Rosario, 22 ottobre 1996), è un calciatore argentino naturalizzato spagnolo, centrocampista o attaccante del Maccabi Haifa.

## Caratteristiche tecniche
Esterno o seconda punta, è dotato di grande esplosività e agilità unite a una buona tecnica.

## Carriera

### Club
Dopo aver giocato per anni con le riserve, debutta con la maglia del Villarreal in occasione del match di Liga BBVA contro la Real Sociedad del 13 gennaio 2014. Segna il suo primo gol in partite ufficiali il 28 agosto dello stesso anno nel preliminare di Europa League contro l'Astana.
Il 16 giugno 2016 viene ufficializzato il suo passaggio al Real Betis in prestito per due anni.

### Nazionale
Ha fatto parte della nazionale spagnola Under-19 vincitrice all'Europeo 2015 svoltosi in Grecia, mettendo a segno due reti nel corso della manifestazione.
Successivamente tra il 2015 ed il 2017 ha giocato anche 2 partite con la maglia della nazionale spagnola Under-21.

## Statistiche

### Presenze e reti nei club
Statistiche aggiornate al 28 gennaio 2023.
| Stagione          | Squadra             | Campionato        | Campionato | Campionato | Coppe nazionali | Coppe nazionali | Coppe nazionali | Coppe europee | Coppe europee | Coppe europee | Altre coppe | Altre coppe | Altre coppe | Totale | Totale |
| Stagione          | Squadra             | Comp              | Pres       | Reti       | Comp            | Pres            | Reti            | Comp          | Pres          | Reti          | Comp        | Pres        | Reti        | Pres   | Reti   |
| ----------------- | ------------------- | ----------------- | ---------- | ---------- | --------------- | --------------- | --------------- | ------------- | ------------- | ------------- | ----------- | ----------- | ----------- | ------ | ------ |
| 2013-2014         | Villarreal          | PD                | 5          | 0          | CR              | 0               | 0               | -             | -             | -             | -           | -           | -           | 5      | 0      |
| 2014-2015         | Villarreal          | PD                | 0          | 0          | CR              | 3               | 1               | UEL           | 1             | 1             | -           | -           | -           | 4      | 2      |
| 2015-2016         | Villarreal          | PD                | 20         | 0          | CR              | 4               | 1               | UEL           | 6             | 0             | -           | -           | -           | 30     | 1      |
| Totale Villarreal | Totale Villarreal   | Totale Villarreal | 21         | 0          |                 | 5               | 2               |               | 6             | 1             |             | -           | -           | 39     | 3      |
| 2016-2017         | Betis               | PD                | 10         | 0          | CR              | 0               | 0               | -             | -             | -             | -           | -           | -           | 10     | 0      |
| 2017-gen. 2018    | Betis               | PD                | 7          | 0          | CR              | 2               | 0               | -             | -             | -             | -           | -           | -           | 9      | 0      |
| Totale Betis      | Totale Betis        | Totale Betis      | 17         | 0          |                 | 2               | 0               |               | -             | -             |             | -           | -           | 19     | 0      |
| gen.-giu. 2018    | Barcellona B        | SD                | 18         | 5          | -               | -               | -               | -             | -             | -             | -           | -           | -           | 18     | 5      |
| 2018-gen. 2019    | Olympiakos          | SL                | 4          | 0          | CG              | 3               | 1               | UEL           | 4             | 0             | -           | -           | -           | 11     | 1      |
| gen.-giu. 2019    | Deportivo La Coruña | SD                | 13+3       | 0          | CR              | -               | -               | -             | -             | -             | -           | -           | -           | 16     | 0      |
| 2019-2020         | Tenerife            | SD                | 26         | 1          | CR              | 2               | 0               | -             | -             | -             | -           | -           | -           | 28     | 1      |
| 2020-2021         | Real Oviedo         | SD                | 37         | 6          | CR              | 2               | 0               | -             | -             | -             | -           | -           | -           | 39     | 6      |
| 2021-2022         | Tenerife            | SD                | 4          | 0          | CR              | 0               | 0               | -             | -             | -             | -           | -           | -           | 4      | 0      |
| Totale Tenerife   | Totale Tenerife     | Totale Tenerife   | 30         | 1          |                 | 2               | 0               |               | -             | -             |             | -           | -           | 32     | 1      |
| 2022-2023         | Śląsk Breslavia     | EK                | 16         | 1          | CP              | 3               | 0               |               | -             | -             |             | -           | -           | 19     | 1      |
| Totale carriera   | Totale carriera     | Totale carriera   | 159        | 13         |                 | 19              | 3               |               | 11            | 1             |             | -           | -           | 189    | 17     |

## Palmarès

### Nazionale
- Campionato d'Europa Under-19: 1

2015